# Metopochetus terminalis
Metopochetus terminalis är en tvåvingeart som först beskrevs av Walker 1853.  Metopochetus terminalis ingår i släktet Metopochetus och familjen skridflugor. Inga underarter finns listade i Catalogue of Life.